# Barisey-au-Plain
Barisey-au-Plain är en kommun i departementet Meurthe-et-Moselle i regionen Grand Est (tidigare regionen Lorraine) i nordöstra Frankrike. Kommunen ligger i kantonen Colombey-les-Belles som tillhör arrondissementet Toul. År 2022 hade Barisey-au-Plain 392 invånare.

## Befolkningsutveckling
Antalet invånare i kommunen Barisey-au-Plain
| Referens: INSEE |